# Battaglione alpini "Uork Amba"
Il Battaglione alpini "Uork Amba" fu un reparto del Regio Esercito, l'unico di alpini presente in Africa Orientale Italiana durante la seconda guerra mondiale.

## Storia

### Guerra d'Etiopia
La 5ª Divisione alpina "Pusteria" venne costituita il 31 dicembre 1935 in previsione della Guerra d'Etiopia, con in organico due reggimenti alpini, uno di artiglieria e due battaglioni complementi strutturati su tre compagnie. Quando la divisione venne impiegata nella seconda battaglia del Tembien, il VII Battaglione complementi del tenente colonnello Ferdinando Casa si distinse particolarmente, il 27 febbraio 1936, nella conquista del massiccio dell'Uork Amba ("Montagna d'oro"), tanto il 15 marzo 1936 il nuovo comandante, maggiore Tommaso Risi, lo intitolò ufficialmente Battaglione alpini "Uork Amba". Dopo la fine delle ostilità, mentre la divisione veniva impegnata in operazioni di polizia coloniale e di repressione della resistenza etiope all'occupazione italiana, a Feltre il 22 ottobre 1936 veniva costituito un altro VII Battaglione complementi al comando del maggiore Romano Biasutti che, sbarcato il 15 gennaio 1937 a Massaua, giunse ad Addis Abeba il 21 gennaio successivo. Qui assorbì inquadrò gli alpini del "Uork Amba" che volontariamente avevano optato per prolungare la ferma, assumendo esso stesso la denominazione di Battaglione alpini "Uork Amba".
Con il rimpatrio della "Pusteria", il battaglione rimase l'unica unità alpina in Africa Orientale. Il reparto aveva in organico 27 ufficiali, 79 sottufficiali, 1 031 alpini su tre compagnie. Come reparto non indivisionato, da maggio a settembre venne impiegato indipendentemente in operazioni di ricognizione e scorta e nella realizzazione di infrastrutture difensive sul Monte Entoto e sul Monte Amara, che sarebbero servite come base per le operazioni sul Nilo Azzurro. Nell'estate del 1938 il battaglione rientrò ad Addis Abeba e da ottobre fino al 1939 venne impegnato in scontri con le bande sciftà.

### Seconda guerra mondiale
Allo scoppio della seconda guerra mondiale, il battaglione, al comando del maggiore Luigi Peluselli, venne inquadrato nella 65ª Divisione fanteria "Granatieri di Savoia" come terzo battaglione del 10º Reggimento granatieri. Inquadrava reduci della guerra d'Etiopia e richiamati delle classi 1900-1917 di Veneto, Abruzzo, Friuli, Liguria, Lombardia e Piemonte, provenienti da tutti gli 11 reggimenti alpini. Tenuto in riserva nella capitale vicereale, non prese parte alla conquista italiana della Somalia Britannica. Dopo la perdita di Agordat e di Barentù, nel gennaio 1941 il battaglione venne inviato a Cheren, in Eritrea, per intercettare gli inglesi che avanzavano verso Asmara. La difesa delle montagne intorno Cheren era fondamentale per la tenuta dell'intero dispositivo italiano. Il battaglione tenne le posizioni per 56 giorni, resistendo a soverchianti forze nemiche anglo-indiane, munite di mezzi corazzati. Su una forza totale di 21 ufficiali, 55 sottufficiali e 840 graduati e soldati, il battaglione ebbe 323 morti (5 ufficiali, 18 sottufficiali, 300 uomini di truppa) e 460 feriti ospedalizzati (14 ufficiali, 26 sottufficiali, 420 uomini di truppa). Il battaglione guadagnò due medaglie d'oro al valor militare.
Un centinaio di uomini e due ufficiali riuscirono a sottrarsi alla cattura raggiungendo, dopo una marcia di 100 km, Asmara e da qui Massaua. Parteciparono quindi alla difesa della città. Quando in aprile 1941 anche Massaua cadde, i superstiti vennero fatti prigionieri ed il battaglione si considera quindi sciolto.

## Uniforme e simboli
Inizialmente gli alpini del VII Battaglione complementi vestivano la normale uniforme coloniale, con fiamme verdi, casco coloniale con la penna e cappello alpino cachi invece che grigioverde. Nel tondino del fregio era riportato l'ordinale del 7º Reggimento alpini dal quale dipendeva o del reparto di provenienza dell'alpino. Le tre compagnie del VII, si distinguevano per la nappina, in quanto ognuna usava la nappina del colore del rispettivo battaglione del 7º Reggimento alpini al quale erano destinati i complementi.
Quando il Battaglione "Uork Amba" divenne indipendente, tutte le compagnie adottarono la nappina verde e nel tondino del fregio la croce,  In quanto fuori corpo-irreggimentato. Quando il reparto passò sotto il comando del maggiore, egli provvide a ripristinare la tipicità alpina dell'unità, facendo arrivare dalla patria uniformi grigioverdi, scarponi e sacchi da montagna.

## Ordine di battaglia: 1936
- Comando Superiore FF.AA. A.O.I.[1] - gen. Emilio De Bono
  - I Corpo d'Armata - gen. Ruggiero Santini
    - 5ª Divisione alpina "Pusteria" - gen. Luigi Negri Cesi
      - VII Battaglione complementi
        - 603ª Compagnia (nappina bianca)
        - 614ª Compagnia (nappina rossa)
        - 643ª Compagnia (nappina verde)

## Ordine di battaglia: 1940
- Comando Superiore FF.AA. A.O.I.[2] - gen. Amedeo di Savoia-Aosta
  - Riserva Generale - gen. Claudio Trezzani
    - 65ª Divisione fanteria "Granatieri di Savoia"
      - 10º Reggimento granatieri
        - Battaglione alpini "Uork Amba"
          - 1ª Compagnia
          - 2ª Compagnia
          - 3ª Compagnia

## Comandanti
- ten. col. Ferdinando Casa (1935 - 1936)
- magg. Tommaso Bisi (1936)
- ten. col. Giuseppe Decio (12 maggio 1936 - 15 gennaio 1937)
- magg. Romano Biasutti (15 gennaio 1937 - 27 marzo 1937)
- ten. col. Andreini (interim)
- magg. Gennaro Sora (marzo 1937 - dicembre 1937)
- cap. Luigi Macchia (dicembre 1937 - febbraio 1938)
- cap. Antonio Ferrazza (febbraio 1938 - maggio 1938)
- magg. Luigi Macchia (maggio 1938 - maggio 1939)
- cap. Giuseppe Guerini (maggio 1939 - giugno 1939)
- ten. col. Luigi Viglieri (giugno 1939 - novembre 1939)
- magg./ten. col. Luigi Peluselli (novembre 1939 - aprile 1941)

## Onorificenze individuali: medaglie d'oro al valor militare
- ten. Efrem Reatto - Uork Amba, 27 febbraio 1936.
- s. ten. Antonio Cicirello - Uork Amba, 27 febbraio 1936.
- serg. magg. Luigi Spellanzon - Augodegò, 31 maggio 1938.
- alpino Giuseppe Sidoli - Tarà Movic, 14 dicembre 1938.
- ten. Bortolo Castellani - Cheren, 11 febbraio - 16 marzo 1941.
- s. ten. Bruno Brusco - Cheren, 11 febbraio - 18 marzo 1941.